# Mykenisches Heiligtum von Methana
Koordinaten: 37° 35′ 36,1″ N, 23° 24′ 5,6″ O

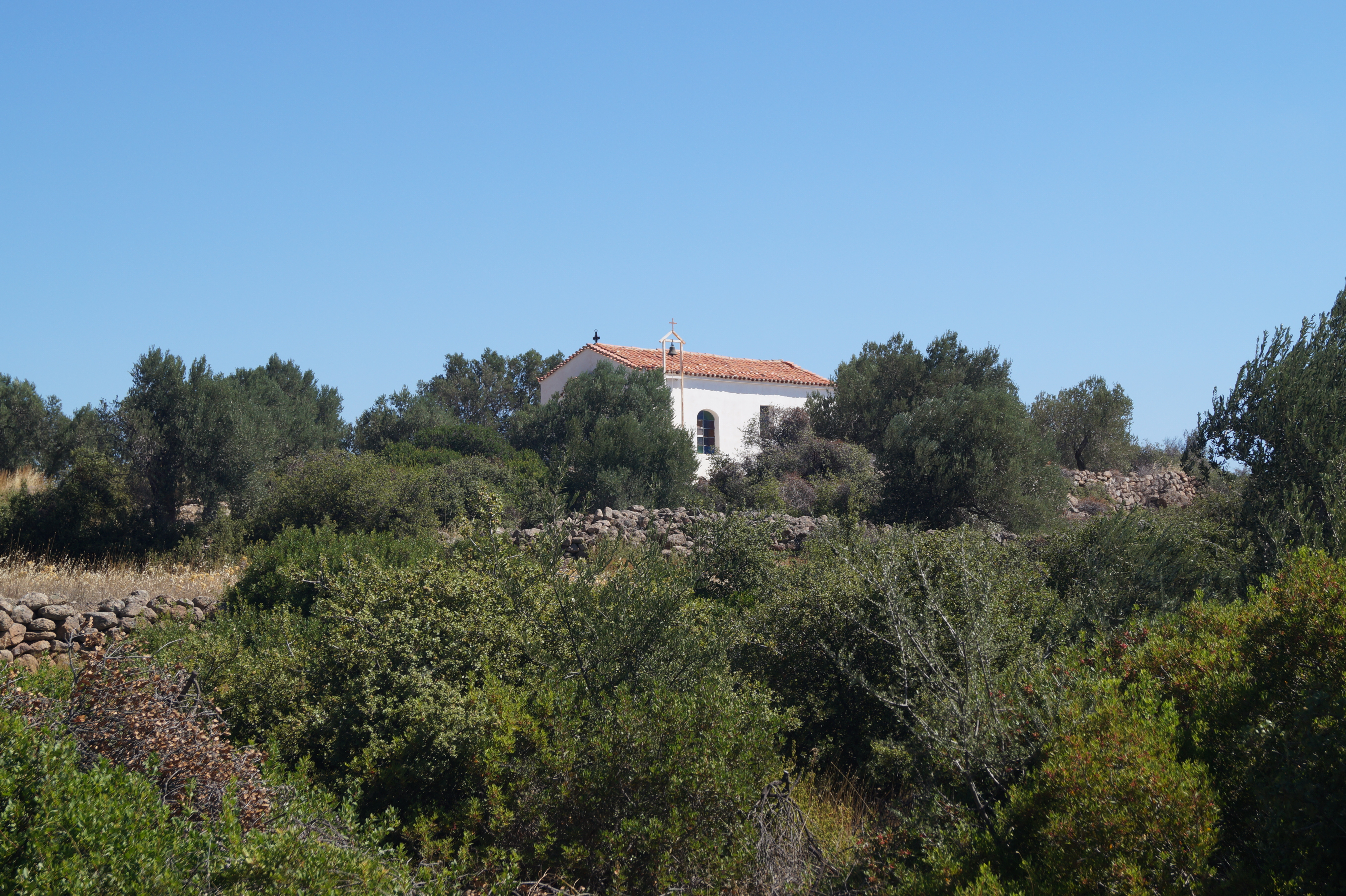
Archäologische Stätte von Südwesten

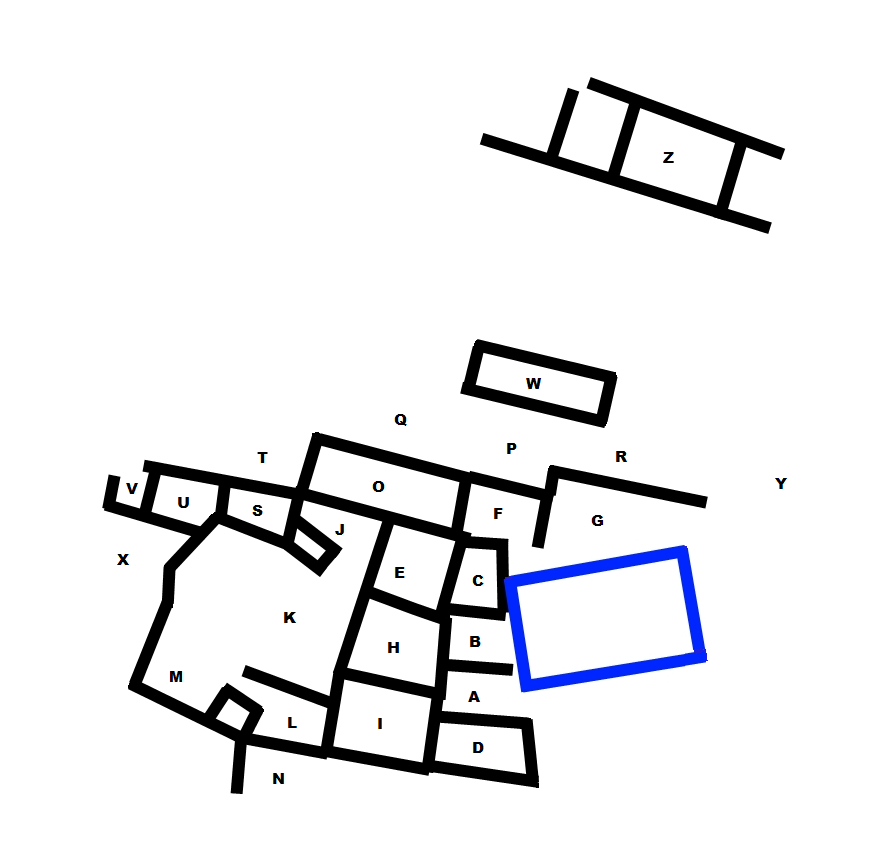
Plan der Archäologischen Stätte von Agios Konstantinos

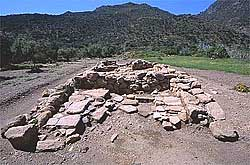
Mykenisches Megaron

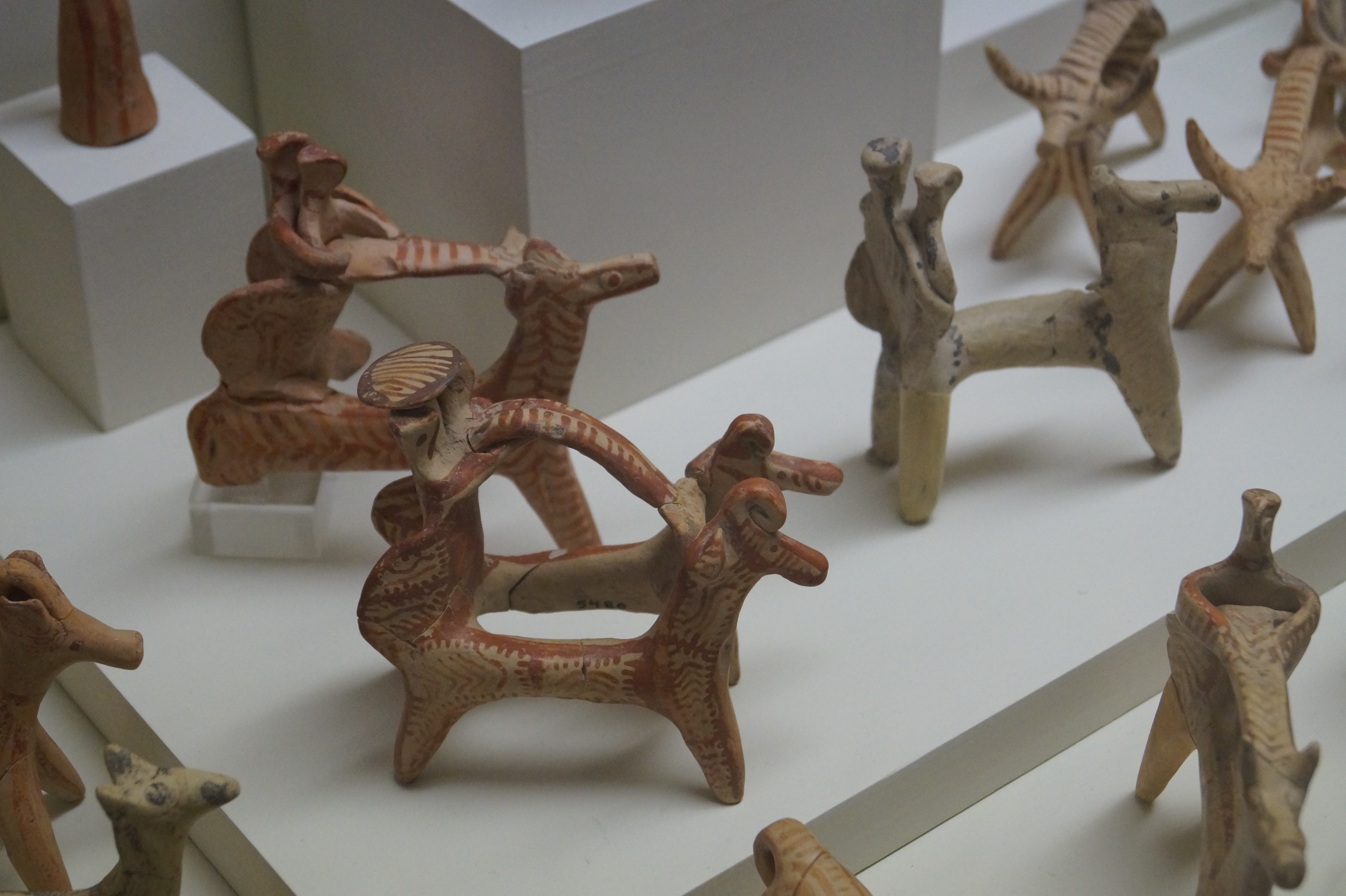
Reiterfiguren (Streitwagen) aus dem Heiligtum

Das Mykenische Heiligtum von Methana oder Mykenische Heiligtum von Agios Konstantinos wurde 1990 neben der Kapelle Agii Konstantinos ke Eleni auf der griechischen Vulkanhalbinsel Methana entdeckt. Das Heiligtum stammt aus der mykenischen Zeit vom 14. bis zum 13. Jahrhundert v. Chr. Es wird aufgrund der aufgefundenen Votivgaben vermutet, dass dort Poseidon oder eine andere Meeresgottheit verehrt wurde. Die Kalavrische Amphiktyonie könnte letztendlich auf diese Heiligtum zurückgehen. Die Funde, die hier bei archäologischen Grabungen gefunden wurden, sind im Archäologischen Museum Piräus und im Museum auf der Insel Poros zu besichtigen.

## Beschreibung
Die Archäologische Stätte liegt im Osten der Halbinsel auf 114 m Höhe, 300 m von der Küste entfernt und etwa 1,5 km nördlich der Stadt Methana. Von dieser exponierten Stelle hat man einen guten Blick auf den Osten des Saronischen Golfs mit den Inseln Ägina, Agios Georgios und Poros und Südattika. Die Stätte wurde von 1990 bis 2000 vom Griechischen Archäologischen Dienst unter Leitung der griechischen Archäologin Eleni Konsolaki-Giannopoulou ausgegraben. Der ausgegrabenen Bereich befindet sich hauptsächlich nördlich und westlich der neuzeitlichen Kirche Agii Konstantinos ke Eleni.
An der Südwestecke der Kirche befindet sich Raum A, der Hauptraum des Heiligtums. Er hat eine Größe von 4,30 m × 2,60 m und der Zugang befand sich im nördlichen Teil der Ostwand. In der Südostecke gab es einen kleinen Herd. Auf einen niedrigen Vorsprung an der Südwand von etwa 3 m Länge, der sich von Osten nach Westen von 0,40 m auf 0,70 m verbreitete, wurden vermutlich Speiseopfer abgestellt. In der Nordwestecke entdeckte man eine gestufte Steinbank von 1,80 m Länge. Auf ihr waren Tonfiguren, 8 Kyliken und ein großes Tritonshorn abgestellt. Außerdem fand man noch Teile eines steinernen Kulthorns. Der Boden bestand aus gestampftem Lehm. In der Mitte des Raumes gab es eine etwa quadratische niedrige Plattform aus Steinplatten von etwa 0,90 m Kantenlänge. Südwestlich davon war der obere Teil eines großen Kruges mit der Öffnung nach unten in den Boden eingelassen. Dieser diente der Darbringung von Trankopfern wie weitere zugehörige Funde, wie zum Beispiel ein Schweinekopfrhyton, zeigen.
Zu diesem Heiligtum gehörten die beiden nördlich von Raum A gelegenen Räume B und C. Die Ostwand und somit auch der im Osten gelegene Eingang von Raum B wurden durch den Bau der Kirche zerstört. In der Nordwestecke fand man einen Herd und einen Dreifuß mit Kochkessel. Hier wurden vermutlich Speiseopfer bereitet, die im östlich gelegenen Innenhof verspeist wurden. Dieser Innenhof ist größtenteils von der Kirche überbaut. Nur südlich der Kirche wurde er teilweise freigelegt, wo man eine Kylix und einen weiteren Dreifuß mit Kochkessel fand. Der nördlich anschließende Raum C hatte zwei Zugänge: einer im Osten zum zentralen Hof und einer im Norden, der jedoch später zugemauert wurde. Der Boden bestand aus unbehauenen Steinen und im Süden war ein kleines Steinkistengrab in den Boden gebaut. Hier war ein Kind und weiter oben ein Fötus beigesetzt. Das Grab datiert in die Späthelladische Zeit III A2 – B1. Es war also zeitgleich mit dem Heiligtum. Als Grabbeigaben fand man Keramik, zwei Bronzeringe, einige Perlen aus verschiedenen Materialien und eine Miniatursteinaxt. Südlich von Raum A liegt Raum D. Dieser diente als Werkstatt um zum Beispiel Keramikgefäße mit Bleiklammern zu reparieren. Tatsächlich entdeckte man in dem westlich anschließenden Doppelraum Ia + Ib geschmolzenes Blei.
Nördlich von Raum C lag der kleine Innenhof F. An dessen Südwand vor dem zugemauerten Eingang zu Raum C gab es eine niedrige Bank. Westlich der Bank fand man einen in die Erde eingelassenen Stein mit einer konischen Mulde. Der Stein war horizontal durchbohrt, so dass Flüssigkeit die als Trankopfer in die Mulde gegeben wurde im Boden versickern konnte. Außerdem fand man im Innenhof F ein Libationsgefäß und Teile von zwei Psi-Figuren und einer Phi-Figur. Im Westen gab es einen Zugang zu Raum O und im Osten zu Raum G. Raum O diente nur als Lagerraum. Raum G hatte dagegen in Form eines Megarons, war 7,30 m lang und 5 m breit. Der 1,30 m breite Eingang vom Innenhof befand sich in der Mitte der Wand und lag in einer Linie mit zwei Holzsäulen, die das Dach trugen, wie man an den noch erhaltenen Steinsockeln erkennen kann. Im Osten der Nordwand führten zwei Stufen zu einem zweiten Eingang, der später zugemauert wurde. In der Mitte gab es einen Herd. Dieser wurde jedoch zerstört als man die Säule direkt neben dem Herd versetzte. Vermutlich war die ursprüngliche Säule marode geworden und wurde ersetzt. Der Sockel der Säule ruhte in einem Loch, dass man in den Fels unter dem Herd anlegte. In diesem Loch fand man Kyliken, eine Proto-Phi-Figur und ein linsenförmiges Siegel mit der Abbildung eines Stiers. Im Nordwesten befand sich ein zweiter Herd, der wahrscheinlich den ersten ersetzte. An der Südwand, die heute größtenteils unter der Kirche liegt, gab es einen Sockel. Hier stand vermutlich ein Zeremonialthron. Teile einer Phi-B-Figur und von Tierfiguren befanden sich bei einer flachen Bank im Nordosten. Hier war eine Mulde, die vermutlich für Trankopfer bestimmt war, in den Fels gehauen. Auf dem Boden von Gebäude G fand man nur sehr wenige Gegenstände. Nach Eleni Konsolaki-Giannopoulou war Gebäude G ein Heiligtum einer weiblichen Gottheit, die nur saisonal verehrt wurde. Es teilte sich mit dem Heiligtum in Raum A, in dem eine männliche Gottheit verehrt wurde, den Innenhof, der von der Kirche überbaut wurde. Auch in der heutigen Kirche werden mit Konstantin dem Großen und seiner Mutter Helena ein männlicher und ein weiblicher Heiliger verehrt.
In Komplex Y, im Osten von Raum G, diente der Herstellung von Stoffen wie hier aufgefundene Webgewichte zeigen. Im Norden von Raum G stand Gebäude W, dass durch eine Straße von ihm getrennt war. Hier fand man nur einfache Gebrauchskeramik, weshalb man es als Lagergebäude einstufte. Im Westen des Ausgrabungsgeländes befindet sich ein Gebäudekomplex mit einem großen Innenhof K. Über Raum J, der mit dem Innenhof verbunden war, konnte Raum E erreicht werden. Er war mit Steinplatten gepflastert. In der Mitte gab es eine runde Basis für eine Holzsäule, dei das Dach trug. Im ganzen Raum waren Splitter eines Larnax verteilt. Das wannenförmige Keramikgefäß diente vermutlich der Reinigung vor der Ausübung religiöser Handlungen. Raum H, der im Osten an Raum A stößt, war im Norden über eine Tür mit Raum E verbunden. In späterer Zeit wurde diese jedoch zugemauert. Hier fand man Essensreste, Gebrauchs- und Feinkeramik hauptsächlich aus SH III B. In einer Schicht direkt über dem anstehenden Fels fand man zwei Fragmente von Vaphio-Bechern aus SH II. Bemerkenswert ist ein mit Putz überzogener rechteckiger Kalkstein von 9,5 cm mal 5 cm mit einer Dicke von 2 cm mit Bemalung. An der Schmalseite sind rote Bänder erhalten. Auf der Vorderseite ist in einem ovalen mit Doppellinien eingefasster Bereich ein achtförmiges Schild abgebildet. Daneben ist eine stehende weibliche Figur dargestellt. Alle weiteren Räume, die sich um den Innenhof gruppierten, dienten praktischen Belangen, wie der Lagerung und der Speisenzubereitung. Der Innenhof wurde in christlicher Zeit als Begräbnisstätte genutzt.
11 m nördlich von Gebäude W stand Gebäude Z, ein großes Megaron. Die Mauern sind auf 18 m Länge und maximal 0,80 m Höhe erhalten. Von Westen betrat man das Gebäude. Vor dem Eingang stand eine zentrale Säule. Jeweils am Eingang der Vorhalle und des Hauptraums fand man eine Türschwelle. Im Nordosten des Vorraums gab es eine Steinbank. Ebenfalls im Vorraum fand man einen Stein aus Andesit in dessen Oberfläche 5 kreisförmig angeordnete Mulden eingelassen waren, ein sogenannter Kernos. In der Mitte des Hauptraumes, der 6,50 m lang und 4,50 m breit war, befand sich ein rechteckiger Herd aus Steinplatten. Auf diesem lagen Reste von Speisen, Asche und Kochtöpfen. Auf zwei runden Sockeln neben dem Herd ruhten einst die Säulen, die das Dach trugen. Im südöstlichen Eck gab es eine Bank. Ein Raum hinter dem Hauptraum hatte einen an drei Seiten umlaufenden Sims und diente der Lagerung. Die im Megaron aufgefundene Keramik datiert in die Zeit von LH III A2 bis LH III B1 Spät. Das Megaron diente wahrscheinlich administrativen Zwecken. Der Raum um Gebäude Z blieb unbebaut und bot Platz für Zeremonien und religiöse und sportliche Veranstaltungen.

## Opferriten

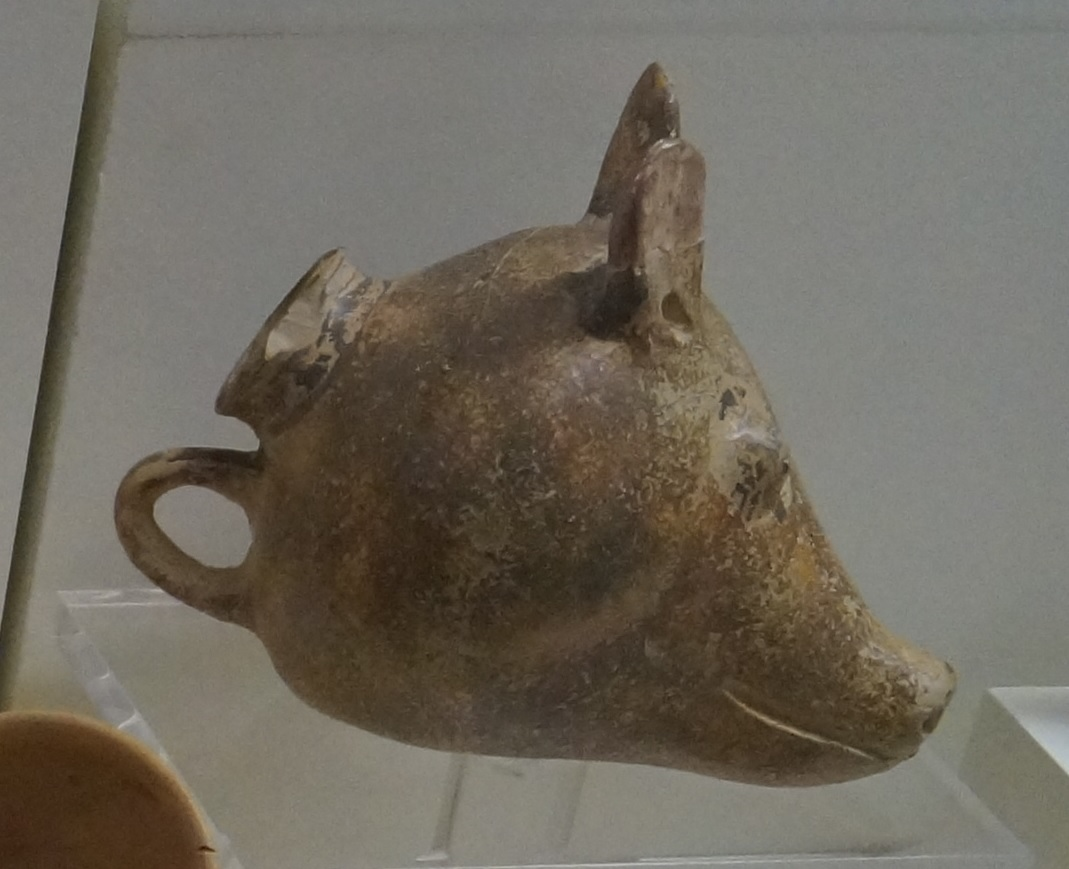
Schweinekopfrhyton

In den Räumen A, B und C fanden sich zahlreiche Tierknochen, die auf rituelle Opferung hindeuten. In allen drei Räumen zusammen dominierten mit 60 % Knochen von Schafen und Ziegen. In Raum A alleine fanden sich jedoch über 50 % Schweineknochen. Auch fanden sich im Gegensatz zu den anderen Räumen fast ausschließlich Knochen von Jungtieren. Außerdem zeigten alle Knochen in Raum A Spuren von Verbrennung. Vermutlich wurden in den Raum A komplette Jungtiere verbracht und dort zerteilt. Teile mit wenig Fleisch wurden sofort auf dem Altar verbrannt während von den anderen Teilen das Fleisch abgetrennt wurde und die Knochen dann verbrannt. Das Fleisch diente der rituellen Speisung im östlich gelegenen Hof. In den Räumen B und C wurden Speisen nur bereitet, ohne die Knochen zu verbrennen.
Im Heiligtum von Agios Konstantinos fand man wichtige Beweise für Libationsopfer in mykenischer Zeit. Vor allem in der Südwestecke von Raum A, wo man das umgedrehte Oberteil eines Kruges fand. In diesen goss man die verschiedenen Trankopfer. Hierzu dienten die aufgefundenen Kyliken, Rhyten, Tassen, Alabastra und Schöpfkellen. Bedeutend ist der Schweinekopfrhyton. Er ist von hoher Qualität und ist einer der ältesten mykenischen Rhyten (SH III B). Er diente vermutlich der Opferung von Blut. Um die Gerinnung zu verhindern wurde das Blut mit Wein oder Essig vermischt. Alabastra wurden oft für Honig, der mit Wasser oder Wein vermischt war, verwendet. Man fand auch ein Tritonshorn dessen Spitze sorgfältig entfernt worden war. Neben der klassischen Verwendungsmöglichkeit als Signalhorn erörtert die Archäologin Eleni Konsolaki dazu eine Deutung als Libationsgefäß.

## Geschichte
Methana ist vulkanischen Ursprungs und Zeichen der Aktivität hat es nicht nur im 3. Jahrhundert v. Chr. beim historischen Vulkan Kameno Vouno gegeben, sondern sicher auch in der Zeit um 1600–1200 v. Chr. Möglicherweise wurden auch die Tsunami-Wellen der Eruption des Santorin-Vulkans um 1635 v. Chr. (nach naturwissenschaftlichen Datierungen) in der Region des Saronischen Golfs verspürt. Darauf deuten auch die Mythen um den König Saron oder die Bestrafung des Hippolytos durch Poseidon hin. Auch die Thermalquellen und das Vorkommen wertvoller, vulkanischer Mineralsalze in der näheren Umgebung des Heiligtums können ein Grund gewesen sein, genau hier auf einer ausgedehnten Plattform ein Heiligtum zu errichten.
Die ältesten Einzelfunde stammen aus dem Mittelhelladikum, so dass davon aus zu gehen ist, dass es bereits in der ersten Hälfte des 2. Jahrtausends v. Chr. hier eine Siedlung gab. Das Heiligtum wurde jedoch erst in der zweiten Hälfte des 14. Jahrhunderts v. Chr. (SH III A2) errichtet und wurde um 1200 v. Chr. (SH III B2) aufgegeben. In christlicher Zeit diente der Ort als Friedhof und in der Neuzeit wurde die Kirche Agii Konstantinos ke Eleni errichtet.

## Umgebung
Die Auffindung des Heiligtums förderte die Erforschung der mykenischen Kultur in der Region Troizen bis hin zur Entdeckung mehrerer Kuppelgräber bei Galatas, in denen sich das Grab des mythischen Helden Theseus befunden haben könnte.
Weitere potentielle Fundorte für mykenische Reste sind auf Methana besonders die Akropolis Oga beim Dorf Kypseli, die Umgebung der Akropolis des antiken Methana und das Berggebiet der Halbinsel. Noch sind die meisten oberflächlich erkennbaren, potentiellen Fundorte nicht ausgiebig erforscht.